# Ayabonga Khaka
Ayabonga Khaka (* 18. Juli 1992 in Durban, Südafrika) ist eine südafrikanische Cricketspielerin, die seit 2012 für die südafrikanische Nationalmannschaft spielt.

## Kindheit und Ausbildung
Sie begann das Cricketspiel im Alter von 7 Jahren. Zwischenzeitlich konzentrierte sie sich auf Fußball, stieg dann jedoch in den Jugendmannschaften von Border auf.

## Aktive Karriere
Ihr Debüt in der Nationalmannschaft absolvierte sie im September 2012 bei der Tour in Bangladesch. Im September 2014 konnte sie in Irland beim zweiten WTwenty20 4 Wickets für 23 Runs erzielen. Ab dem Jahr 2016 konnte sie sich fest im Team etablieren. Im Oktober erreichte sie 3 Wickets für 27 Runs im ersten WODI gegen Neuseeland. Daraufhin reiste sie mit dem Team nach Australien und konnte dort im zweiten WODI 3 Wickets für 44 Runs erzielen. Im Januar 2017 konnte sie auf der Tour in Bangladesch 3 Wickets für 34 Runs erreichen. Bei einem heimischen Vier-Nationen-Turnier erzielte sie gegen Irland 3 Wickets für 15 Runs. Daraufhin war sie Teil der südafrikanischen Mannschaft beim Women’s Cricket World Cup 2017. Die beste Leistung dabei waren 2 Wickets für 28 Runs im Halbfinale gegen England, was jedoch nicht zum Finaleinzug reichte.
Ein Jahr später auf der Tour gegen Bangladesch konnte sie zunächst in den WODIs zwei mal 3 Wickets erzielen (3/13 und 3/16), bevor sie im dritten WTWenty20 3 Wickets für 10 Runs erreichte und wurde dafür als Spielerin des Spiels ausgezeichnet wurde. Im Sommer 2018 folgten auf der Tour in England 3 Wickets für 42 Runs im ersten WODI. Im Oktober 2019 spielte sie mit dem Team in Indien und konnte dabei im zweiten WODI 3 Wickets für 69 Runs erreichen. Auf der Tour in Neuseeland im Januar 2020 gelangen ihr 3 Wickets für 42 Runs im ersten WODI. Daraufhin wurde sie für den ICC Women’s T20 World Cup 2020 nominiert und konnte dort beim Sieg gegen England 3 Wickets für 25 Runs beisteuern.
Auf der Tour gegen Pakistan im Januar 2021 konnte sie in der WODI-Serie zunächst im zweiten Spiel 4 Wickets für 40 Runs erreichen, bevor sie im dritten Spiel 3 Wickets für 39 Runs erzielte. Im Januar 2022 konnte sie dann ihr erstes Five-for im zweiten WODI gegen die West Indies erzielen, als ihr 5 Wickets für 26 Runs gelangen. Es folgte der Women’s Cricket World Cup 2022, bei dem sie gegen sie im Eröffnungs-Spiel gegen Bangladesch 4 Wickets für 32 Runs erzielte und als Spielerin des Spiels ausgezeichnet wurde. Gegen Gastgeber Neuseeland erreichte sie dann 3 Wickets für 31 Runs. Bei der Tour in England gelangen ihr dann 3 Wickets für 13 Runs im ersten WTWenty20. Sie war dann auch Teil des Teams bei den Commonwealth Games 2022, konnte dort jedoch keine Wickets erreichen. Beim ICC Women’s T20 World Cup 2023 gelangen ihr im Halbfinale gegen England 4 Wickets für 29 Runs und hatte somit wichtigen Anteil am Finaleinzug.